# Eupithecia insolita
Eupithecia insolita es una especie de polilla de la familia Geometridae. La especie fue descrita por primera vez por András Mátyás Vojnits y Edmond de Laever, habiendo sido descrita en 1973, con distribución en China. Es una polilla marrón core, con líneas transversales pálidas, tres manchas oscuras en la porción terminal del ala y un punto discal amplio y ovoide. El holotipo de la especie fue descrita en el sector Sungpan-ting, en el extremo noreste de la provincia de Sichuan.